# Ernst von Voigt
Ernst Wilhelm Karl von Voigt (* 18. August 1847 in Hildesheim; † 14. August 1926) war ein preußischer General der Infanterie und Gouverneur von Mainz.

## Leben

### Herkunft
Ernst entstammte dem 2. Ast der II. Linie der am 30. Dezember 1776 in Wien in den erblichen Reichsadelsstand erhobenen Familie von Voigt. Er war das vierte von fünf Kindern des Gutsbesitzers Eberhard von Voigt (1813–1889) und dessen erster Ehefrau Wilhelmine, geborene Freiin von Rössing (1820–1849).

### Militärkarriere
Voigt wurde im elterlichen Hause erzogen, war dann Matrose bei der Handelsmarine und legte dort das Offiziersexamen mit Allerhöchster Belobigung ab.
Während des Deutschen Krieges trat er am 7. Juli 1866 als Freiwilliger in das Ersatz-Bataillon des 3. Thüringischen Infanterie-Regiments Nr. 71 der Preußischen Armee ein und wurde nach der Demobilisierung Mitte 1866 wieder entlassen. Voigt entschloss sich daraufhin Berufssoldat zu werden und wurde am 2. Juni 1867 als Fahnenjunker im Infanterie-Regiment Nr. 79 angestellt. Ein Jahr später avancierte er zum Sekondeleutnant und war ab Mitte April 1870 Adjutant des I. Bataillons. Als solcher nahm Voigt während des Krieges gegen Frankreich 1870/71 an den Schlachten bei Vionville, Gravelotte, Noisseville sowie der Belagerung von Metz teil. Bei Beaune-la-Rolande wurde er durch einen Gewehrschuss in den linken Arm verwundet.
Ausgezeichnet mit dem Eisernen Kreuz II. Klasse stieg Voigt nach Kriegsende Mitte April 1874 zum Premierleutnant auf und diente vom 29. Juni 1874 bis zum 17. Oktober 1876 als Regimentsadjutant. Anschließend erfolgte seine Kommandierung als Adjutant der 1. Infanterie-Brigade nach Königsberg. In dieser Stellung wurde Voigt Mitte Juni 1877 mit einem Patent vom 13. April 1876 in das 3. Westfälische Infanterie-Regiment Nr. 16 versetzt und Anfang Juli 1878 à la suite des Verbandes gestellt. Unter Entbindung von seinem Kommando wurde er Mitte Dezember 1879 in das Regiment einrangiert und Ende Juli 1880 zum überzähligen Hauptmann befördert. Nach einer mehrjährigen Verwendung als Kompaniechef erfolgte am 1. April 1886 unter Überweisung zum Großen Generalstab seine Versetzung in den Generalstab der Armee. Von dort wurde Voigt Anfang November 1886 zum Generalstab der 7. Division versetzt, avancierte Ende März des Folgejahres zum Major. Kurzzeitig war er vom 30. April bis zum 26. Juni 1889 beim Generalstab des IV. Armee-Korps tätig, wurde in den Großen Generalstab rückversetzt und trat am 15. Oktober 1889 mit der Ernennung zum Bataillonskommandeur im Oldenburgischen Infanterie-Regiment Nr. 91 in den Truppendienst zurück.
Unter Beförderung zum Oberstleutnant und Stellung à la suite des Infanterie-Regiments „von Voigts-Rhetz“ (3. Hannoversches) Nr. 79 wurde Voigt zwecks Verwendung als etatmäßiger Stabsoffizier nach Württemberg in das Infanterie-Regiment „Alt-Württemberg“ (3. Württembergisches) Nr. 121 kommandiert. Mit Enthebung von diesem Kommando übernahm er am 13. Mai 1895 als Oberst das in Brieg und Breslau stationierte 4. Niederschlesische Infanterie-Regiment Nr. 51. Nachdem man Voigt am 25. Juli 1898 zunächst mit der Vertretung des Kommandeurs der 58. Infanterie-Brigade beauftragt hatte, wurde er am 10. September 1898 unter Beförderung zum Generalmajor zum Kommandeur dieses Großverbandes ernannt. Vom 7. Juli 1901 bis zum 30. April 1904 war er als Generalleutnant Kommandeur der 14. Division in Düsseldorf und anschließend Gouverneur von Mainz. In dieser Eigenschaft zeichnete ihn Wilhelm II. mit dem Kronen-Orden I. Klasse sowie dem Roten Adlerorden I. Klasse mit Eichenlaub aus und verlieh ihm am 16. Oktober 1906 den Charakter als General der Infanterie. Zudem erhielt er im Dezember 1907 die Erlaubnis zur Annahme des ihm am 20. August 1907 verliehenen Großkreuzes mit Krone des Großherzoglich Hessischen Verdienstordens Philipps der Großmütigen. In Genehmigung seines Abschiedsgesuches wurde Voigt unter Stellung à la suite des Infanterie-Regiments „von Voigts-Rhetz“ (3. Hannoversches) Nr. 79 am 15. April 1908 mit Pension zur Disposition gestellt.

### Familie
Voigt hatte sich am 17. Oktober 1877 in Arnstadt mit Gertrude Hurst (* 1856) verheiratet. Aus der Ehe gingen fünf Töchter und zwei Söhne hervor.